# 고바야시 히데마사
고바야시 히데마사(일본어: 小林 秀征, 1994년 6월 17일 ~ )는 일본의 축구 선수이다.

## 구단 경력
그는 2013년부터 2017년까지 J리그의 파지아노 오카야마, AC 나가노 파르세이루에서 활동하였다.